# Marià Pellicer
Marià Pellicer (Carlet, la Ribera Alta, 17 de març de 1802 - Lingayen, Filipines, 1844), va ser un frare dominic, missioner i lingüista valencià. Professà l'orde dels Predicadors pel convent de l'Anunciació de Carlet el 29 de gener del 1819. Estudià a Oriola, al col·legi de Nostra Senyora del Socors, i el 28 d'agost de 1824 formava part d'una missió de dominics que s'embarcà a Cadis cap a les Filipines, on van arribar el 2 de març de 1825. En arribar a Manila fou assignat a la Universitat de Santo Tomàs, fins que el 1826 va ser ordenat sacerdot i destinat a Lingayen, on va exercir de rector de parròquia i vicari provincial de Pangasinan, quaranta llegües al nord de Manila. Estudià a fons la llengua d'aquesta província, i en publicà una gramàtica en què revisa, corregeix i amplia la publicada segle i mig abans pel també dominic Andrés López. Deixà també algunes obres en aquesta llengua: un catecisme, que inclou al final unes oracions per a ben morir, i una novena a santa Filomena.

## Obres
- Arte de la lengua pangasinan o caboloan (Manila, Imp. de Sto. Tomàs), 1840, reimpresa el 1862 i el 1904
- Catecismo de la Doctrina Cristiana en lengua pangasinana, reimp. ca. 1838
- Novena en honor de Santa Filomena Virgen y Mártir, 1838